# Bischofsreut
Bischofsreut ist ein Gemeindeteil der Gemeinde Haidmühle im niederbayerischen Landkreis Freyung-Grafenau. Bis 1978 bildete es eine selbstständige Gemeinde.

## Lage
Das Waldhufendorf liegt in rund 1.000 Metern Höhenlage an der Grenze zu Tschechien auf halbem Wege zwischen Haidmühle und Philippsreut.

## Geschichte
Die Ortschaft am unteren Goldenen Steig im Hochstift Passau wurde 1705 unter Fürstbischof Johann Philipp von Lamberg von 14 Siedlern gegründet. Schon 1708 folgte auf böhmischer Seite die Gründung der Ortschaft Böhmisch Röhren. Die Gründung von Ortschaften in diesen extrem abgelegenen und unwirtlichen Gebieten unterstrich vor allem die Herrschaftsansprüche der Landesherren. 1713 billigte der Fürstbischof seinen Siedlern eine Fläche von etwa 12 Tagewerk zu. Beim Volk bürgerte sich die Ortsbezeichnung Neuhäuser ein.
In kirchlicher Hinsicht gehörte Bischofsreut ursprünglich zur Pfarrei Freyung, kam 1748 zum Vikariat Grainet, wurde 1869 Expositur und 1880 Pfarrei. Die neuromanische Pfarrkirche St. Valentin wurde 1870 bis 1872 von Architekt Leonhard Schmidtner erbaut. Ihre Ausstattung stammt von Wolf Hirtreiter, der älteste Gegenstand ist ein Kreuz um 1650 aus der Kirche der ehemaligen Ortschaft Leopoldsreut, der sogenannte Leopoldsreuter Herrgott. 1989 zählte die Pfarrei 547 Katholiken.
Ab dem 19. Jahrhundert gehörte Bischofsreut zur Gemeinde Leopoldsreut. Wilderei und Schmuggel mit gelegentlichen persönlichen Tragödien waren in dem Grenzgebiet nicht selten. Besondere Bedeutung hatte der Saccharinschmuggel, in Bischofsreut wurde dafür sogar eine ausgehöhlte Heiligenstatue, der „Saccharinheilige“ oder „Saccharin-Nepomuk“ genutzt, welche regelmäßig in einer Prozession nach Böhmisch-Röhren über die österreichische Grenze getragen wurde. Die Schmuggelroute wurde nie aufgedeckt; die Statue befindet sich seit 1960 in einer eigenen kleinen Kapelle. Das Schicksal des am 18. August 1862 auf böhmischem Gebiet erschossenen Müllergehilfen Georg Lang aus Schnellenzipf bei Bischofsreut wurde sogar in einem Volkslied besungen, dessen Text und Melodie überliefert sind. In Schwarzenthal existierte von 1821 bis 1859 eine Glashütte, der ein Sägewerk folgte. Die Freiwillige Feuerwehr Bischofsreut wurde im Jahr 1880 gegründet, der SV Bischofsreut im Jahr 1962.
Mit Entschließung des Bayerischen Staatsministeriums des Inneren vom 27. April 1951 wurde der Gemeindename von „Leopoldsreut“ in „Bischofsreut“ geändert. Am 1. Mai 1978 kam die Gemeinde Bischofsreut im Zuge der Gebietsreform in Bayern zur Gemeinde Haidmühle.

## Wappen
Das Wappen der Gemeinde Bischofsreut zeigte einen Bischofsstab, Schwert und Wachtturm. Die Wappenbeschreibung lautet: Turm silber/weiß, darüber gekreuzt Bischofsstab und Schwert in gold auf rotem Grund.
Der Wachtturm, auch „Granitzhaus“ (Grenzhaus) genannt, stand am Weberberg oberhalb von Bischofsreut mitten im Urwald (1360–1600). Schwert und Bischofsstab erinnern an die große Rodetätigkeit der Passauer Fürstbischöfe.

## Tourismus
Der Tourismus in Bischofsreut konnte in den 1960er Jahren einen enormen Aufschwung verzeichnen. 1960 zählte die Gemeinde Bischofsreut 7.406 Übernachtungen, 1970 wurden bei 327 Betten bereits 43.836 Übernachtungen erreicht. 1975 wurde eine Niederlassung der Sparkasse eröffnet. Seit 1976 ist das Bauern- und Waldmuseum im Gemeindehaus untergebracht. Gezeigt werden neben land- und forstwirtschaftlichen Gerätschaften auch Handwerksutensilien aus dem Böhmerwald und dem Bayerischen Wald.
Ende der 1980er Jahre entdeckte man die Bischofsreuter Waldhufen als bedeutenden Lebensraum für die Tier- und Pflanzenwelt. 85 Vogelarten und 50 Tagfalterarten wurden hier nachgewiesen. Das KulturLandschaftsMuseum Grenzerfahrung ist ein Museumsprojekt in Bischofsreut und Haidmühle. Die bewahrte Kulturlandschaft zeigt hier einen Ausschnitt aus einer extensiv genutzten Mittelgebirgskulturlandschaft im bayerisch-böhmischen Grenzbereich. Die musealen Elemente sind an ihren ursprünglichen Plätzen erhalten geblieben und werden durch Museumssteige miteinander verbunden. Im modularen Aufbau sind bislang der Goldene Steig, der Flursteig und der Triftsteig (Kreuzbachklause) fertiggestellt; weitere Projekte sind der „Steig der Artenvielfalt“ von Bischofsreut nach Haidmühle und der „Industriesteig“ in Haidmühle. Das ehemalige Schulhaus in Bischofsreut soll als Museumshaus und -zentrale eingerichtet werden. Der KuLamu-Förderverein bietet Führungen und andere Aktionen an.

## Vereine
- Altenclub Bischofsreut
- Freiwillige Feuerwehr Bischofsreut, gegründet 1880
- Kapellenverein St. Wolfgang
- Kath. Frauenkreis St. Valentin
- Kirchenchor Bischofsreut
- Kneipp-Verein Bischofsreut
- Krieger- und Reservistenverein Bischofsreut
- „Kulturlandschaftsmuseum Grenzerfahrung“-Förderverein, gegründet 2003
- Musikverein Bischofsreut, gegründet 2011
- Obst- und Gartenbauverein Bischofsreut und Umgebung
- SV Bischofsreut, gegründet 1962
- Theatergruppe Bischofsreut
- VdK-Ortsverband Bischofsreut
- Young- und Oldtimer Freunde Bischofsreut
- Stoakopfschützen 2016